# Sinepalpigramma
Sinepalpigramma is een geslacht van vliesvleugeligen uit de familie Trichogrammatidae. De wetenschappelijke naam van dit geslacht is voor het eerst geldig gepubliceerd in 2004 door Viggiani & Pinto.

## Soorten
Het geslacht Sinepalpigramma omvat de volgende soorten:
- Sinepalpigramma longiciliatum Viggiani & Pinto, 2004
- Sinepalpigramma longiterebratum Viggiani & Pinto, 2004